# Spermacoce occultiseta
Spermacoce occultiseta är en måreväxtart som beskrevs av Harwood. Spermacoce occultiseta ingår i släktet Spermacoce och familjen måreväxter. Inga underarter finns listade i Catalogue of Life.